# Вёльсунги
Вёльсунги — в скандинавской мифологии род героев, который вёл своё происхождение от Одина. Род Вёльсунгов упоминается и восхваляется в «Старшей Эдде», «Саге о Вёльсунгах» и «Песни о нибелунгах». Наиболее знаменитый герой из этого рода — Сигурд. Сказания о нём внесли огромный вклад в мировую культуру.
Герои из рода Вёльсунгов:
- Сиги — сын Одина.
- Рери — сын Сиги.
- Вёльсунг — сын Рери.
- Сигмунд — сын Вёльсунга.
- Синфьётли — сын Сигмунда от его сестры Сигню, зачатый ей когда та обменялась телами с колдуньей.
- Хельги — первый сын Сигмунда от Боргхильд.
- Хамунд — второй сын Сигмунда от Боргхильд.
- Сигурд — сын Сигмунда от Хьёрдис.
- Гуннар — сын Сигурда от Гудрун.
- Аслауг — дочь Сигурда и, по легенде, жена Рагнара Лодброка.